# Église Saint-Michel de Louvain
L’église Saint-Michel de Louvain est une ancienne église jésuite de style baroque se trouvant sur la Rue de Namur, à Louvain, (en néerlandais Leuven). Construite de 1650 à 1671 cette église est aujourd'hui paroissiale.

## Origine

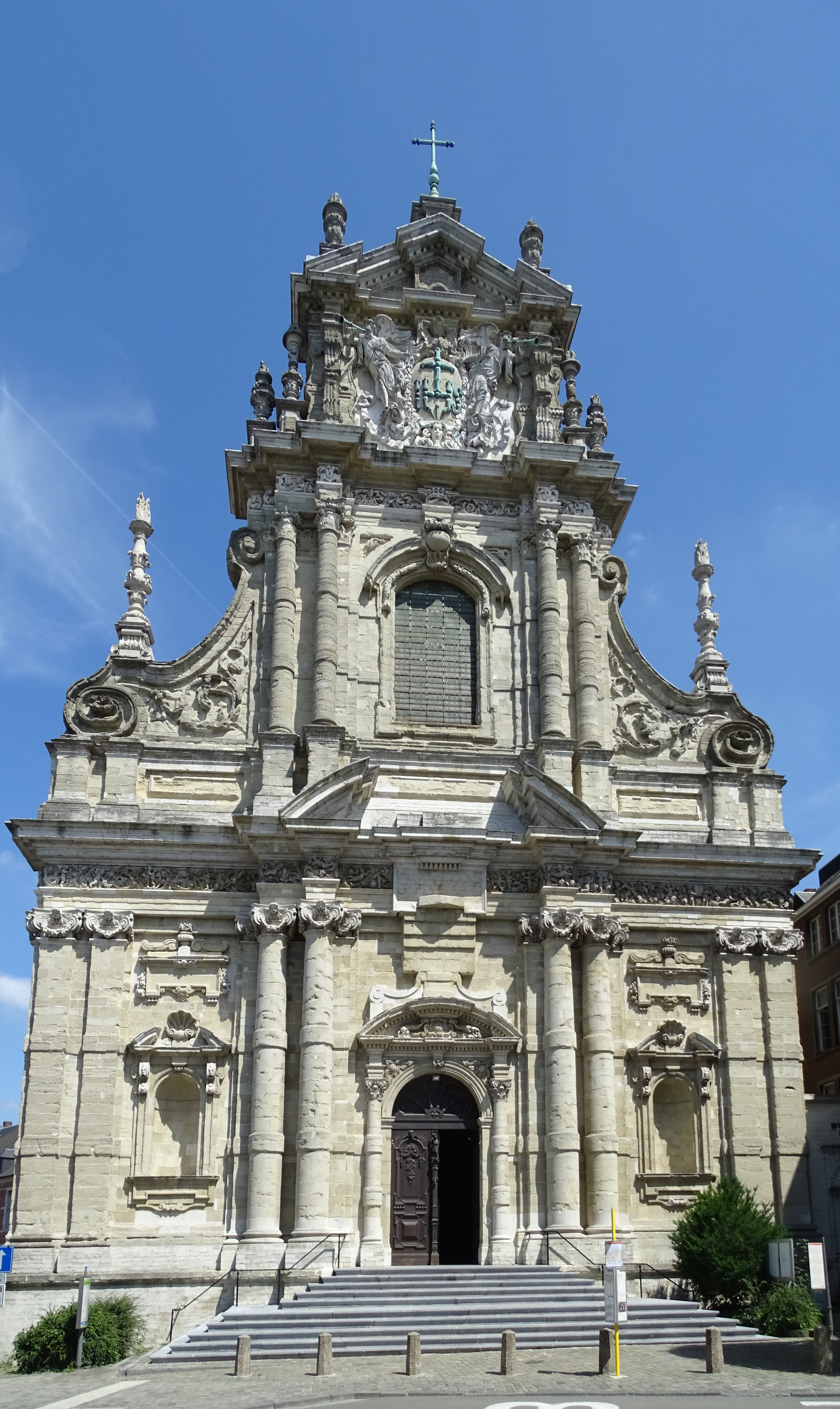
Façade de l'église Saint-Michel, à Louvain.

Les premiers jésuites arrivent à Louvain en 1542, à peine deux ans après la fondation de la Compagnie de Jésus. Au départ, cette première fondation dans les Pays-Bas méridionaux n’est qu’une résidence où logeaient les jeunes jésuites espagnols qui, expulsés de Paris, viennent poursuivre leurs études à l'université de Louvain. Ils sont reçus dans la maison de Cornelius Wischaven.
À partir de 1598, la résidence qui devient rapidement un ‘collège théologique’ est transférée entre la rue Saint Michel et la rue Charles de Bériot. Au cours des années, de grandes personnalités y enseignent, tels Robert Bellarmin, Léonard Lessius et Cornelius a Lapide, non sans susciter des tensions et rivalités avec la faculté de théologie de l'université toute proche. Le bâtiment se trouvant derrière l'église Saint-Michel sera la séminaire de formation théologique des jésuites des Pays-Bas méridionaux jusqu'à la suppression de la Compagnie de Jésus (1773).

## Église Saint-Michel
En 1650 une église est mise en chantier. Le père Willem Van Hees (1601-1690) en est l’architecte. Elle est achevée en 1671 et est utilisée durant deux siècles pour les activités pastorales et académiques du collège théologique voisin.
En 1773, lorsque les jésuites sont expulsés de leur collège (La Compagnie de Jésus étant supprimée) l’église devient paroissiale, reprenant le patronyme d'une église romane de la Tiensestraat, démolie parce qu’insalubre.
Durant la période révolutionnaire française le culte est interdit et l’église devient un ‘Temple de la Raison’. Cela ne dure pas : elle est rendue au culte catholique en 1803.
L’église est considérablement endommagée durant la Seconde Guerre mondiale. En 1944 les bombardements font s’écrouler la voûte de la nef centrale.
La reconstruction dure trois ans, de 1947 à 1950. Déjà classée en 1940 elle est à nouveau placée sur la liste des monuments protégés en 1970. Fermée en 1983 car en mauvais état, elle est rouverte en 1998 après des travaux de restauration complète.
Saint-Michel est toujours église paroissiale du centre de Louvain. De style baroque élégant et raffiné, elle est considérée comme une des sept merveilles de la ville universitaire. De nombreux événements culturels et religieux y sont organisés.